# Rocche di Castronuovo, Pizzo Lupo, Gurghi di S. Andrea
Rocche di Castronuovo, Pizzo Lupo, Gurghi di S. Andrea este o arie protejată (arie specială de conservare — SAC, sit de importanță comunitară — SCI) din Italia întinsă pe o suprafață de 1.795 ha, integral pe uscat.

## Localizare
Centrul sitului Rocche di Castronuovo, Pizzo Lupo, Gurghi di S. Andrea este situat la coordonatele 37°39′59″N 13°34′21″E / 37.666389°N 13.5725°E.

## Înființare
Situl Rocche di Castronuovo, Pizzo Lupo, Gurghi di S. Andrea a fost declarat sit de importanță comunitară în septembrie 1995 pentru a proteja 1 specie de plante și 15 specii de animale. Situl a fost protejat și ca arie specială de conservare în decembrie 2015.

## Biodiversitate
Situată în ecoregiunea mediteraneană, aria protejată conține 11 habitate naturale: Grohotișuri termofile și vest-mediteraneene, Păduri de stejar alb estice, Păduri de Quercus ilex și Quercus rotundifolia, Fânețe de joasă altitudine (Alopecurus pratensis, Sanguisorba officinalis), Lacuri eutrofice naturale cu vegetație de tip Magnopotamion sau Hydrocharition, Râuri mediteraneene cu debit intermitent, cu specii de Paspalo-Agrostidion, Pseudostepă cu ierburi și specii anuale de Thero-Brachypodietea, Pante stâncoase calcaroase cu vegetație casmofită, Tufărișuri termo-mediteraneene și de pre-deșert, Galerii de Salix alba și de Populus alba, Matorral arborescenți cu Laurus nobilis.
La baza desemnării sitului se află mai multe specii protejate:
- plante (1): Leontodon siculus
- păsări (15): ciocârlie-de-câmp (Alauda arvensis), Alectoris graeca whitakeri, fâsă-de-câmp (Anthus campestris), Aquila fasciata, ciocârlie-cu-degete-scurte (Calandrella brachydactyla), dumbrăveancă (Coracias garrulus), prepeliță (Coturnix coturnix), Falco biarmicus, șoim călător (Falco peregrinus), sfrâncioc cu cap roșu (Lanius senator), ciocârlie de pădure (Lullula arborea), ciocârlie de bărăgan (Melanocorypha calandra), gaia neagră (Milvus migrans), pietrar mediteranean (Oenanthe hispanica), turturică (Streptopelia turtur)

Pe lângă speciile protejate, pe teritoriul sitului au mai fost identificate 53 de specii de plante, 2 specii de mamifere, 28 de specii de nevertebrate, 4 specii de reptile.